# Moncrivello
Moncrivello é uma comuna italiana da região do Piemonte, província de Vercelli, com cerca de 1 476 habitantes. Estende-se por uma área de 20 km², tendo uma densidade populacional de 74 hab/km². Faz fronteira com Bianzè, Borgo d'Ale, Borgomasino (TO), Cigliano, Livorno Ferraris, Maglione (TO), Mazzè (TO), Villareggia (TO), Vische (TO).

## Demografia
| Variação demográfica do município entre 1861 e 2011                               |
|                                                                                   |
| Fonte: Istituto Nazionale di Statistica (ISTAT) - Elaboração gráfica da Wikipedia |